# Gâscă imperială
Gâsca imperială (Anser canagicus) este o specie de pasăre acvatică⁠(d) din familia Anatidae, care cuprinde rațele, gâștele și lebedele. Vara, gâsca imperială se găsește în zonele de coastă îndepărtate din apropierea Mării Bering, în Alaska arctică și subarctică și în Extremul Orient rusesc, unde se reproduce în perechi monogame. Migrează spre sud pentru a ierna în zonele mlăștinoase fără gheață și pe coastele din Alaska, în special în Insulele Aleutine, și în Columbia Britanică din Canada. Evaluată de Uniunea Internațională pentru Conservarea Naturii ca fiind o specie aproape amenințată, populația este în declin aproape amenințată⁠(d) din cauza unor amenințări precum poluarea, vânătoarea și schimbările climatice.

## Taxonomie
Gâsca imperială a fost descrisă în 1802 ca Anas canagica. Localitatea tip este insula Kanaga⁠(d), situată în Insulele Aleutine, Alaska. Specia a fost uneori clasificată în genul Chen și mai rar în genul său propriu, Philacte.

## Galerie

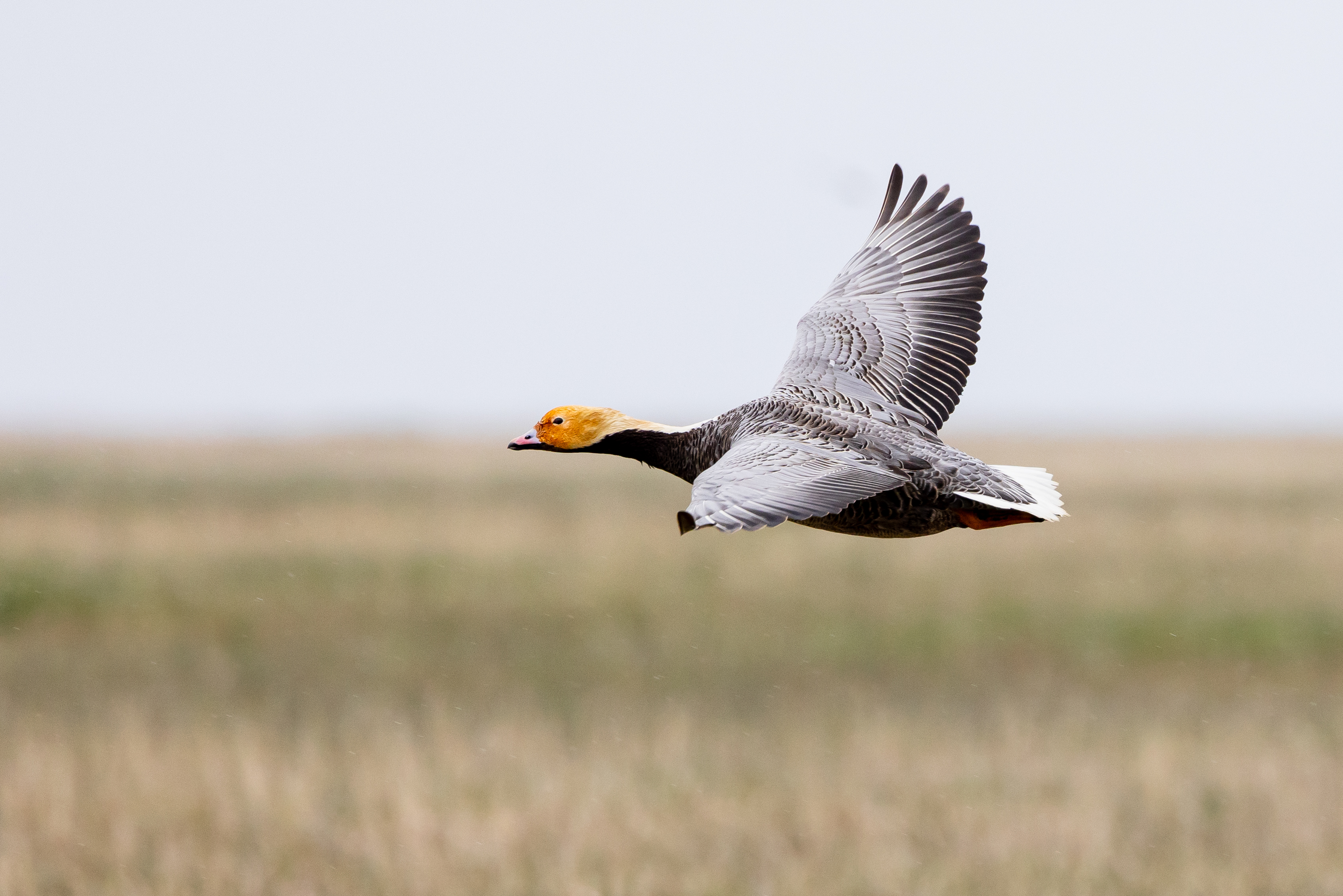
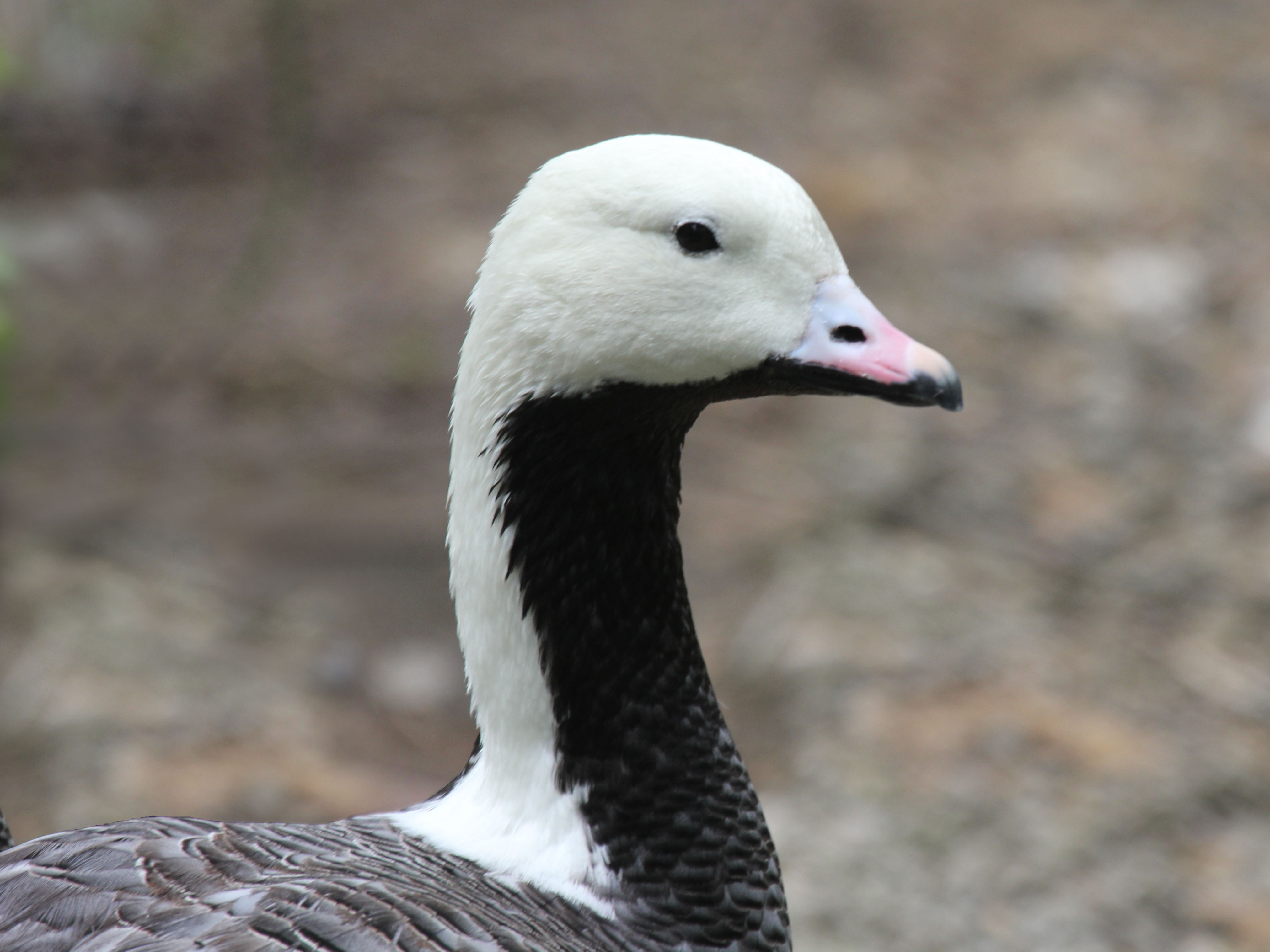
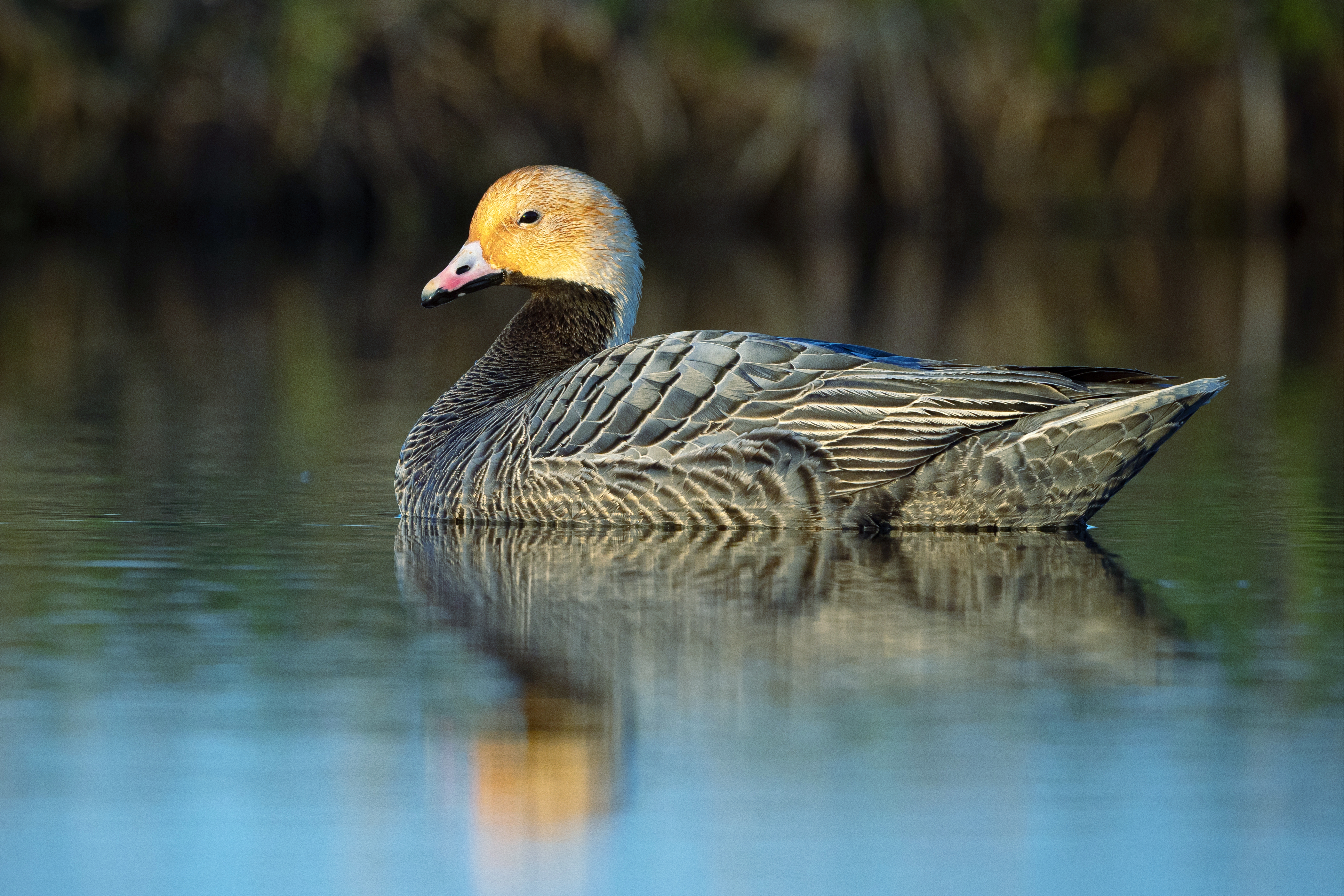